# Purara
Purara fou un estat tributari protegit del tipus zamindari al sud-est del districte de Bhandara a les Províncies Centrals, a la rodalia del riu Bagh. Era format per 7 pobles amb una superfície de 96 km² i una població el 1881 de 3.517 habitants. El sobirà era un gond i la majoria de la població eren gonds i goards. En aquell temps la riquesa en fusta no es podia explotar per l'abundància de tigres. La capital era Purara a 21° 09′ N, 80° 26′ E / 21.150°N,80.433°E.